# Дискография f(x)
Дискография f(x) — дискография южнокорейской электро поп-группы f(x).
Альбомы f(x) являются одними из самых продаваемых альбомов женских южнокорейских групп, а все заглавные песни альбомов f(x) побывали на первых строчках чартов в Южной Корее и за рубежом. Музыкальный стиль f(x) отмечен критиками, которые не раз номинировали f(x) в разных категориях на Korean Music Awards, причём f(x) даже одерживали победу. Влиятельный музыкальный канал Fuse выбрал Pink Tape одним из ‘41 лучших альбомов 2013 года’, причём Pink Tape является единственным корейским альбомом в списке.

## Альбомы

### Студийные альбомы
| Название                                                                     | Информация об альбоме | Наивысшие позиции в чартах | Наивысшие позиции в чартах | Наивысшие позиции в чартах | Продажи                       |
| Название                                                                     | Информация об альбоме | KOR                        | JPN                        | US World                   | Продажи                       |
| ---------------------------------------------------------------------------- | --- | -------------------------- | -------------------------- | -------------------------- | ----------------------------- |
| Pinocchio                                                                    | - Дата выхода: 20 апреля 2011 - Записывающий лейбл: SM Entertainment, KMP Holdings - Формат: CD, digital download                                | 1                          | —                          | —                          | - KOR: 61,637+                |
| Pinocchio                                                                    | Hot Summer - Переиздание альбома - Дата выхода: 14 июня 2011 - Записывающий лейбл: SM Entertainment, KMP Holdings - Формат: CD, digital download | 2                          | —                          | —                          | - KOR: 62,638+                |
| Pink Tape                                                                    | - Дата выхода: 29 июля 2013 - Записывающий лейбл: SM Entertainment, KT Music - Формат: CD, digital download                                      | 1                          | 28                         | 1                          | - KOR: 98,766+ - JPN: 11,022+ |
| Red Light                                                                    | - Дата выхода: 7 июля 2014 - Записывающий лейбл: SM Entertainment, KT Music - Формат: CD, digital download                                       | 1                          | 29                         | 2                          | - KOR: 87,307+ - JPN: 7,769+  |
| 4 Walls                                                                      | - Дата выхода: 27 октября 2015 - Записывающий лейбл: SM Entertainment, KT Music - Формат: CD, digital download                                   | 1                          | 39                         | 1                          | - KOR: 75,625+ - JPN: 4,100+  |
| «—» обозначает, что альбом не был в чартах или не был выпущен в том регионе. | |                            |                            |                            |                               |

### Мини-альбомы
| Название                                                                     | Информация об альбоме                                                                                           | Наивысшие позиции в чартах | Наивысшие позиции в чартах | Наивысшие позиции в чартах | Продажи                       |
| Название                                                                     | Информация об альбоме                                                                                           | KOR                        | JPN                        | US World                   | Продажи                       |
| ---------------------------------------------------------------------------- | --- | -------------------------- | -------------------------- | -------------------------- | ----------------------------- |
| Nu ABO                                                                       | - Дата выхода: 4 мая 2010 - Записывающий лейбл: SM Entertainment, KMP Holdings - Формат: CD, digital download   | 2                          | —                          | —                          | - KOR: 38,088+                |
| Electric Shock                                                               | - Дата выхода: 10 июня 2012 - Записывающий лейбл: SM Entertainment, KMP Holdings - Формат: CD, digital download | 1                          | 16                         | 2                          | - KOR: 86,671+ - JPN: 15,243+ |
| «—» обозначает, что альбом не был в чартах или не был выпущен в том регионе. | |                            |                            |                            |                               |

## Синглы

### Корейские синглы
| Год                                                                          | Название             | Наивысшие позиции в чартах | Наивысшие позиции в чартах | Продажи                | Альбом         |
| Год                                                                          | Название             | KOR Gaon                   | KOR Hot 100                | Продажи                | Альбом         |
| ---------------------------------------------------------------------------- | -------------------- | -------------------------- | -------------------------- | ---------------------- | -------------- |
| 2009                                                                         | «La Cha Ta»          | 5                          | —                          |                        | Hot Summer     |
| 2009                                                                         | «Chu~♥»              | 3                          | —                          | - KOR (CD): 20,000+    | Hot Summer     |
| 2010                                                                         | «Nu ABO»             | 1                          | —                          | - KOR (DL): 2,159,640+ | Nu ABO         |
| 2011                                                                         | «Pinocchio (Danger)» | 1                          | 69                         | - KOR (DL): 2,588,038+ | Pinocchio      |
| 2011                                                                         | «Hot Summer»         | 2                          | 30                         | - KOR (DL): 2,909,384+ | Hot Summer     |
| 2012                                                                         | «Electric Shock»     | 1                          | 2                          | - KOR (DL): 2,150,840+ | Electric Shock |
| 2013                                                                         | «Rum Pum Pum Pum»    | 1                          | 1                          | - KOR (DL): 899,953+   | Pink Tape      |
| 2014                                                                         | «Red Light»          | 2                          | 3                          | - KOR (DL): 446,584+   | Red Light      |
| 2015                                                                         | «4 Walls»            | 2                          | —                          | - KOR (DL): 900,000+   | 4 Walls        |
| 2015                                                                         | «12:25»              |                            |                            |                        | Winter Garden  |
| «—» обозначает, что альбом не был в чартах или не был выпущен в том регионе. |                      |                            |                            |                        |                |
| 2016                                                                         | "All Mine"           | 12                         | —                          | - KOR (DL):: 129,646+  | SM Station     |

### Японские синглы
| Год  | Название   | Наивысшие позиции в чартах | Наивысшие позиции в чартах | Наивысшие позиции в чартах | Продажи | Альбом     |
| ---- | ---------- | -------------------------- | -------------------------- | -------------------------- | ------- | ---------- |
| Год  | Название   | KOR Gaon                   | KOR Hot 100                | Oricon                     | Продажи | Альбом     |
| 2012 | Hot Summer |                            |                            |                            |         | Hot Summer |
| 2016 | COWBOY     |                            |                            |                            |         |            |

### Китайские синглы
| Год  | Название                                    | Наивысшие позиции в чартах | Продажи | Альбом |
| ---- | ------------------------------------------- | -------------------------- | ------- | ------ |
| 2010 | Lollipop (feat. M.I.C) (из рекламы LG CYON) |                            |         |        |